# Sara Karloff
Sara Karloff, född 23 november 1938 i Los Angeles, Kalifornien, är en amerikansk skådespelare.
Karloff är dotter till Boris Karloff och har födelsedag samma datum som han.